# Ху Јаобанг
Ху Јаобанг (кинески: 胡耀邦, 20. новембар 1915, Лиуианг, провинција Хунан, Куоминтанг Кина - 15. април 1989, Пекинг, Кина) - кинески државник и политичар, генерални секретар ЦК КПК (1980—1987) и последњи председник Централног комитета КПК (1981-1982). Учествовао у партизанском покрету. На крају грађанског рата био је на челу кинеског комсомолског покрета.
Уживао је велику популарност и ауторитет заслужан је за главна достигнућа у модернизацији Кине за време владавине Денг Сјаопинга.
Дуго је био виђен као могући наследник Денг Сјаопинга, али након што је Ху подржао захтеве студентских демонстрација 1986. године, убрзо је уклоњен и стављен у кућни притвор. Ху Јаобангова смрт изазвала је нове протесте, што је довело до протеста на Тргу Тјенанмен 1989.

## Биографија

### Ране године
Ху Јаобанг је рођен 20. новембра 1915. године у округу Лиујанг, провинција Хунан. Године 1929. придружио се Социјалистичкој омладинској лиги Кине, а септембра 1933. - Комунистичкој партији Кине. Радио је у совјетским регионима Кине на споју провинција Ђангси и Хунан. Био је шеф одељења за пропаганду једног од совјетских региона, као и секретар Централног комитета Социјалистичке омладинске лиге Кине.
Године 1934. учествовао је у Дугом маршу, током којег је тешко рањен. У Шанксију, Ху је радио као шеф одељења за пропаганду и организационог одељења Социјалистичке омладинске лиге Кине.

### Ху Јаобанг 1940-их
Током јапанске агресије на Кину, радио је као заменик политичког комесара Војно-политичке школе Јанан и начелник организационог одељења Главне политичке управе Армије. По завршетку рата са Јапаном постао је члан политичког савета совјетске области Шанси-Чахар-Хебеј, учествовао у одбрани Џанђиакуа и у војној операцији заузимања Шиђаџуанга. Затим је пребачен у 18. дивизију ПЛА, где је радио као шеф политичког одељења и водио операције за успостављање контроле над Тајјуаном и Баођијем. Године 1949, из новоформиране Нове демократске омладинске лиге Кине, постао је члан Народног политичког консултативног савета Кине.

### Владавина Мао Цетунга
Након формирања Народне Републике Кине, постављен је на место секретара партијског комитета северног региона провинције Сечуан, а радио је као шеф цивилне управе северног региона провинције Сечуан. Године 1952. постављен је за секретара Секретаријата Централног комитета Нове демократске омладинске лиге Кине.
1956. године, на Осмом конгресу КПК, изабран је за члана ЦК КПК. Године 1957. Нова демократска омладинска лига Кине преименована је у Комунистичку омладинску лигу Кине и Ху Јаобанг је постао њен први секретар. Године 1965. именован је за другог секретара Централног комитета КПК северозападног региона Кине и првог секретара партијског комитета провинције Шанкси.
Током Културне револуције смењен је са свих функција. 1969-1972 био је у школи кадрова (у логору за осрамоћене чланове партије) у Хенану.
Године 1975. вратио се на рад у централне органе КПК и водио партијску организацију Кинеске академије наука. Током 1975-1976, био је критикован и нападнут од стране Групе четворице, коју је предводила Мао Цетунгова супруга Јианг Кинг, због опструкције кампање уништавања научних радова.

### Сапутник Денг Сјаопинга
Након пораза Групе четворице, Ху је постављен за заменика директора Централне партијске школе при Централном комитету КПК у марту 1977. У августу 1977. године, на 9. конгресу КПК, изабран је за члана ЦК КПК.
У децембру 1977. постављен је за шефа организационог одељења ЦК КПК, спровео рехабилитацију жртава „културне револуције“, а потом и кампању против десничарских елемената 1957. године, почетком 1957. године; уз његово активно учешће рехабилитовано је око 3 милиона људи.
У децембру 1978. године, на Трећем пленуму  ЦК КПК, изабран је за члана Политбироа ЦК КПК, трећег секретара Централне комисије КПК за проверу дисциплине, потом именован за начелника Одељења за пропаганду КПК. ЦК и секретар Секретаријата ЦК КПК.
У фебруару 1980. године, на петом пленуму ЦК КПК, Ху је изабран за члана Сталног комитета Политбироа ЦК КПК и постао је генерални секретар ЦК КПК. У јуну 1981. године, на 6 пленуму 11. ЦК КПК, изабран је за председника ЦК КПК.
У септембру 1982. Први пленум 12. ЦК КПК одлучио је да укине место председника ЦК КПК и Ху Јаобанг је поново именован за генералног секретара Централног комитета КПК.

### Активности као генерални секретар
Ху је покренуо и организовао дискусије о идеолошким стандардима како би обновио марксистичку идеолошку линију у КПК. Такође, Ху је водио кампању рехабилитације чланова партије који су били илегално потиснути током Културне револуције, развио и спровео програм за развој пољопривреде земље који је обухватао 800 милиона сељака. Сви виде Хуа као истомишљеника и наследника Денг Сјаопинга. Главни задатак Ху Јаобанга је био да се супротстави конзервативцима, као и да промовише е на руководећа места младих комуниста. У то време, Ху Јаобанг почиње да изблиза посматра младог Ху Ђинтаоа, коме он пружа покровитељство. Људи су све више полагали своје наде у већу либерализацију и модернизацију са Ху Јаобангом. Више пажње посвећено је питањима слабљења партијске диктатуре и јачања рада са омладином. Овакво стање није одговарало конзервативнијој партијској елити.

### Студентски протести 1986
Крајем 1986. земља је била покривена протестима студената и интелектуалаца. Студенти се противе самовољи и корупцији у редовима највишег руководства земље и захтевају демократизацију свих сфера живота кроз демократске реформе. Први говорници били су студенти са Кинеског политехничког универзитета, који се налази у Хефеју, у провинцији Анхуи. Немири су се брзо проширили на Пекинг, Шангај, Вухан и друге веће градове у Кини, где су студенти подржали захтеве својих вршњака из провинције Анхуи. Након смиривања студентских немира, Денг Сјаопинг је започео кампању против „буржоаске либерализације“. Као резултат кампање, генерални секретар Централног комитета КПК Ху Јаобанг и први проректор Кинеског политехничког универзитета Фан Лижи изгубили су своје функције.

### Последње године живота
У јануару 1987. проширена седница Политбироа ЦК КПК прихватила је самокритику Ху Јаобанга и одобрила његов захтев да поднесе оставку на место генералног секретара Централног комитета КПК. Међутим, у новембру 1987. Ху је изабран за члана Политбироа 13. ЦК КПК.
8. априла 1989. године, током састанка 4, пленума ЦК 13. КПК, Ху Јаобанг се изненада осећао лоше. Убрзо након завршетка састанка, Ху је доживео срчани удар и хоспитализован је. До 15. априла његово стање је било стабилно, док ујутру у 7.53 није преминуо од последица акутног инфаркта миокарда.
Дан након Хуове смрти, у студентским областима Пекинга настали су спонтани скупови жалости, који су ескалирали у масовне студентске протесте на Тргу Тјенанмен.
Ху Јаобанг је сахрањен у округу Гонгкингцхенг, у граду Јиујианг, у провинцији Јиангки.